# Une idylle aux champs
Pour plus de détails, voir Fiche technique et Distribution.
Une idylle aux champs (Sunnyside) est le troisième film de Charles Chaplin produit par la First National. Il est sorti sur les écrans en 1919.

## Synopsis

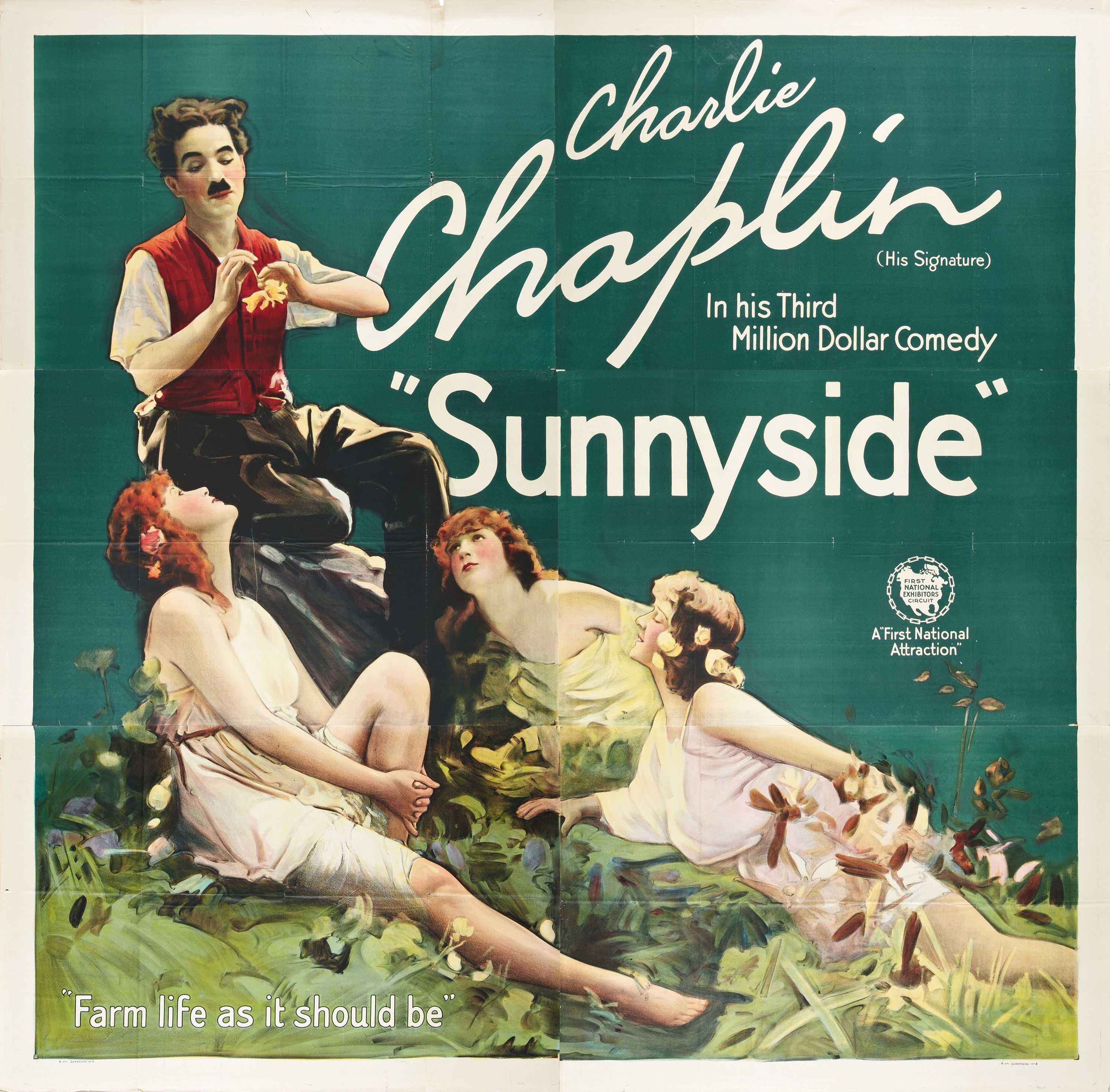
Affiche du film

Charlot s'est installé à Sunnyside comme garçon de ferme et commis-épicier. Il est amoureux d'Edna, fille d'un fermier voisin. Un étranger arrive au village et fascine Edna avec ses manières élégantes. Charlot, désespéré, est prêt à se suicider quand le citadin repart du village, lui laissant la voie libre.

## Fiche technique
- Titre original : Sunnyside
- Réalisation et scénario : Charles Chaplin
- Assistant réalisateur : Charles Reisner (non crédité)
- Production : Charles Chaplin Productions pour la First National
- Photographie : Rollie Totheroh
- Pays de production :  États-Unis
- Genre : comédie
- Date de sortie : 15 juin 1919

## Distribution
- Charles Chaplin : le garçon de ferme
- Edna Purviance : la belle du village (Edna)
- Tom Wilson : le patron de Charlot
- Tom Terriss : le jeune citadin
- Albert Austin : l'idiot du village
- Henry Bergman : le père d'Edna
- Park Jones : le gros homme
- Loyal Underwood : le petit vieux
- Tom Wood : un paysan
- Olive Ann Alcorn (non créditée) : une nymphe.

## Hommages
La scène où Charlot se fait assommer et rêve qu'il danse avec des nymphes dans la forêt est un hommage au ballet L'Après-midi d'un faune et au danseur Vaslav Nijinski qui en était le chorégraphe et l'interprète principal.